# Mark di Suvero

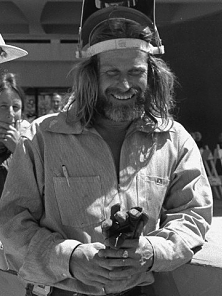
Mark di Sivero, 1978

Mark di Suvero (geboren als Marco Polo di Suvero; * 18. September 1933 in Shanghai, China) ist ein US-amerikanischer Bildhauer. 2011 wurde er mit der National Medal of Arts ausgezeichnet.

## Leben
Suvero wurde als Sohn italienischer Eltern in Shanghai geboren. Nach seiner Einwanderung in die USA studierte er von 1953 bis 1957 in San Francisco am City College und an der Universität von Kalifornien an den Standorten Santa Barbara und Berkeley. 1957 zog er nach New York. Nach einem Unfall im Jahr 1960 litt Suvero unter einer Lähmung. Trotzdem fand im selben Jahr seine erste Einzelausstellung in New York statt. Im Jahr 1968 war er Teilnehmer der 4. documenta in Kassel in der Abteilung Skulptur. Seit 1969 unterrichtet er an der Universität von Kalifornien. 1973 erhielt er eine Professur an der internationalen Universität für Kunst in Venedig.
Mark di Suvero lebt und arbeitet in Petaluma (Kalifornien), New York und Chalon-sur-Saône, Frankreich. 1986 wurde er in die American Academy of Arts and Letters und 1990 in die American Academy of Arts and Sciences gewählt, 2006 zum Mitglied (NA) der National Academy of Design. 2005 erhielt di Suvero einen Heinz Award.

## Werk

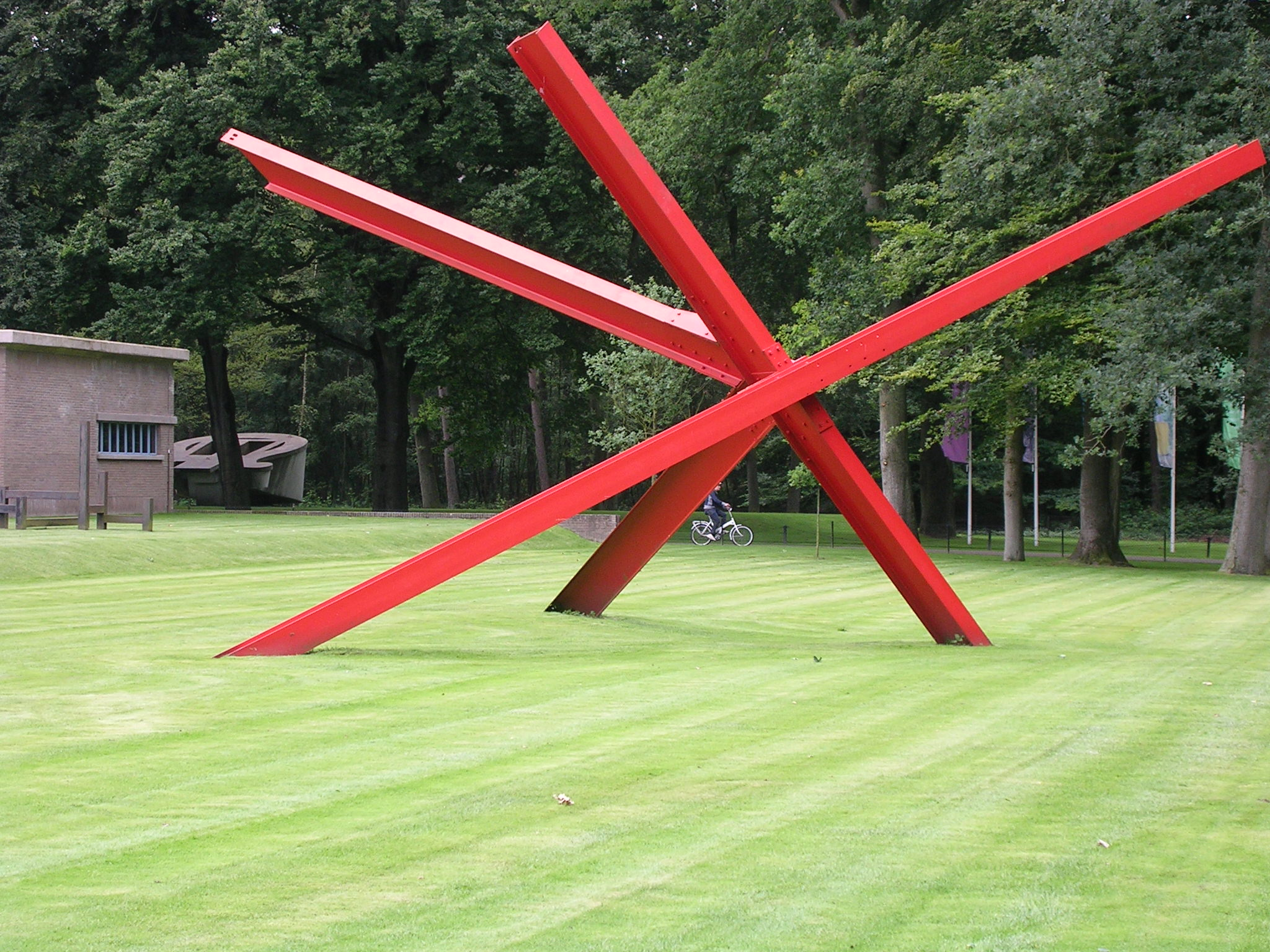
K-piece (1972) vor dem Kröller-Müller Museum in Otterlo im Skulpturenpark am Kröller-Müller-Museum

Mark di Suveros künstlerisches Werk besteht überwiegend aus Großplastiken, für die er häufig Stahlträger verwendet. Der Baustahl bleibt unbehandelt oder wird – fast immer mit dem Rotfarbton RAL 3000 – lackiert. Er hat keine klassische Ausbildung als Schmied oder Ingenieur. Trotzdem erstellt er seine Plastiken selbst, wobei ihn ein Team von Mitarbeitern unterstützt.

### Werke (Deutschland)
- Lobotchevsky, 1987–1988, Rotebühlplatz, Stuttgart (48° 46′ 30,1″ N, 9° 10′ 16,3″ O)
- L’Allumé 1992, Bundeshaus, Bonn (50° 43′ 12,7″ N, 7° 7′ 29,4″ O)
- New Star, 1992, Skulpturensammlung Viersen, Viersen (51° 15′ 32,3″ N, 6° 23′ 29,7″ O)
- Spring Rain, 1992, Technoseum, Mannheim (49° 28′ 37,2″ N, 8° 29′ 48,2″ O)
- Galileo, 1996, Daimler Art Collection, Potsdamer Platz, Berlin (52° 30′ 23,7″ N, 13° 22′ 20,7″ O)
- Racine du Naos, 1996, Skulpturenpark Köln, Köln (50° 57′ 21″ N, 6° 58′ 15,3″ O)

## Galerie

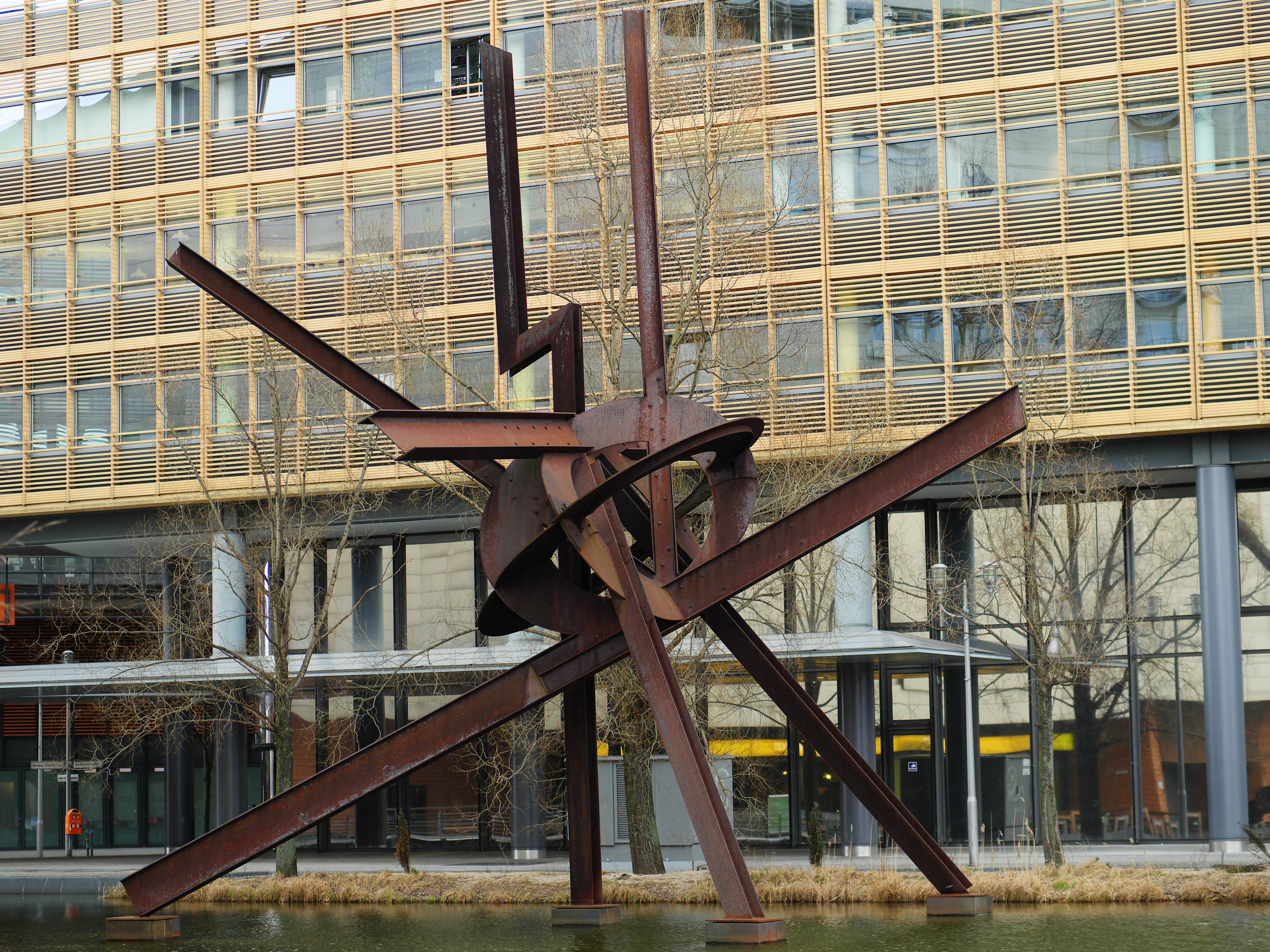
Galileo (1996) auf dem Piano-See am Atrium Tower am Potsdamer Platz in Berlin-Tiergarten
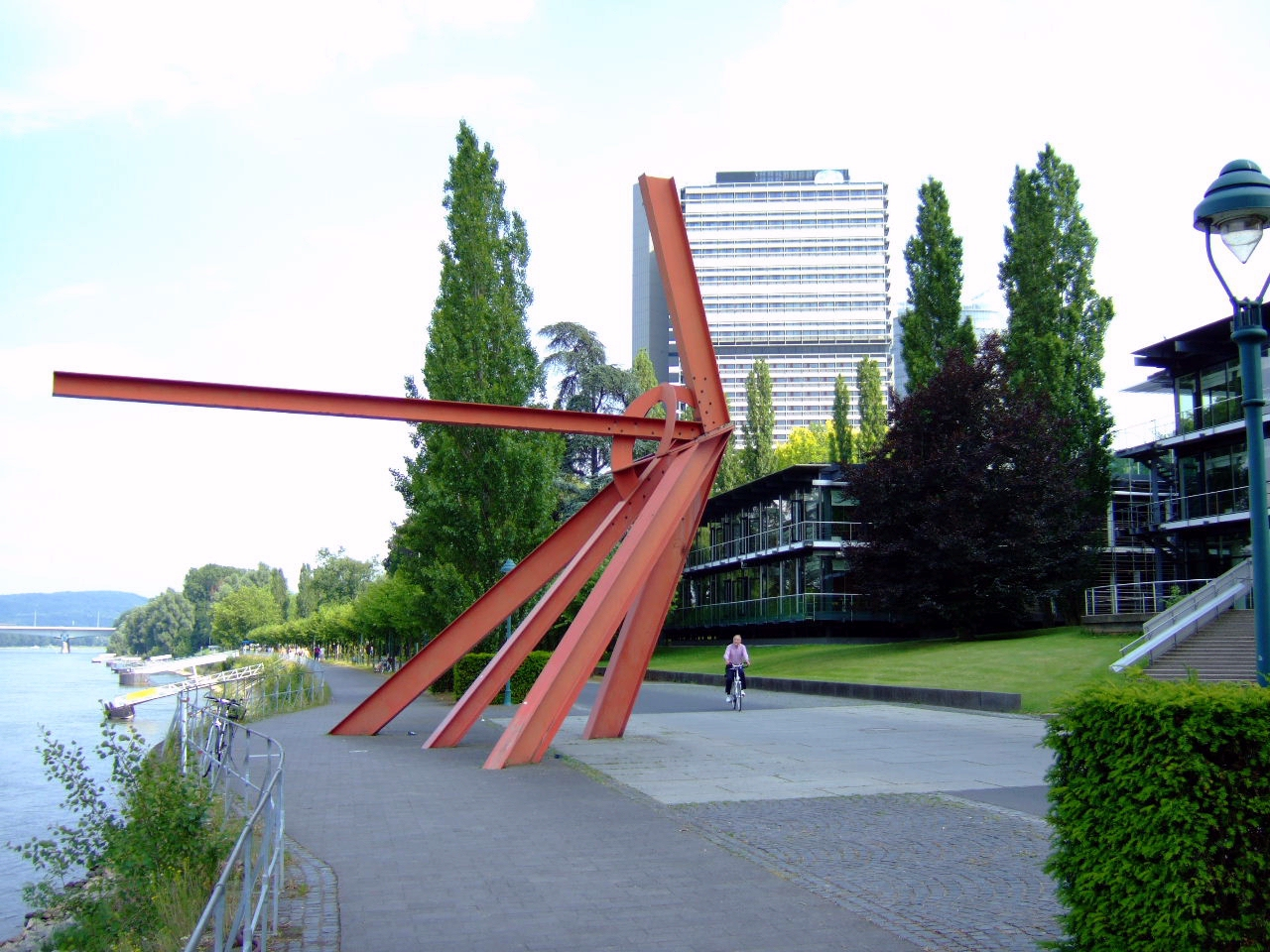
L’Allumé (1992) – Bonn
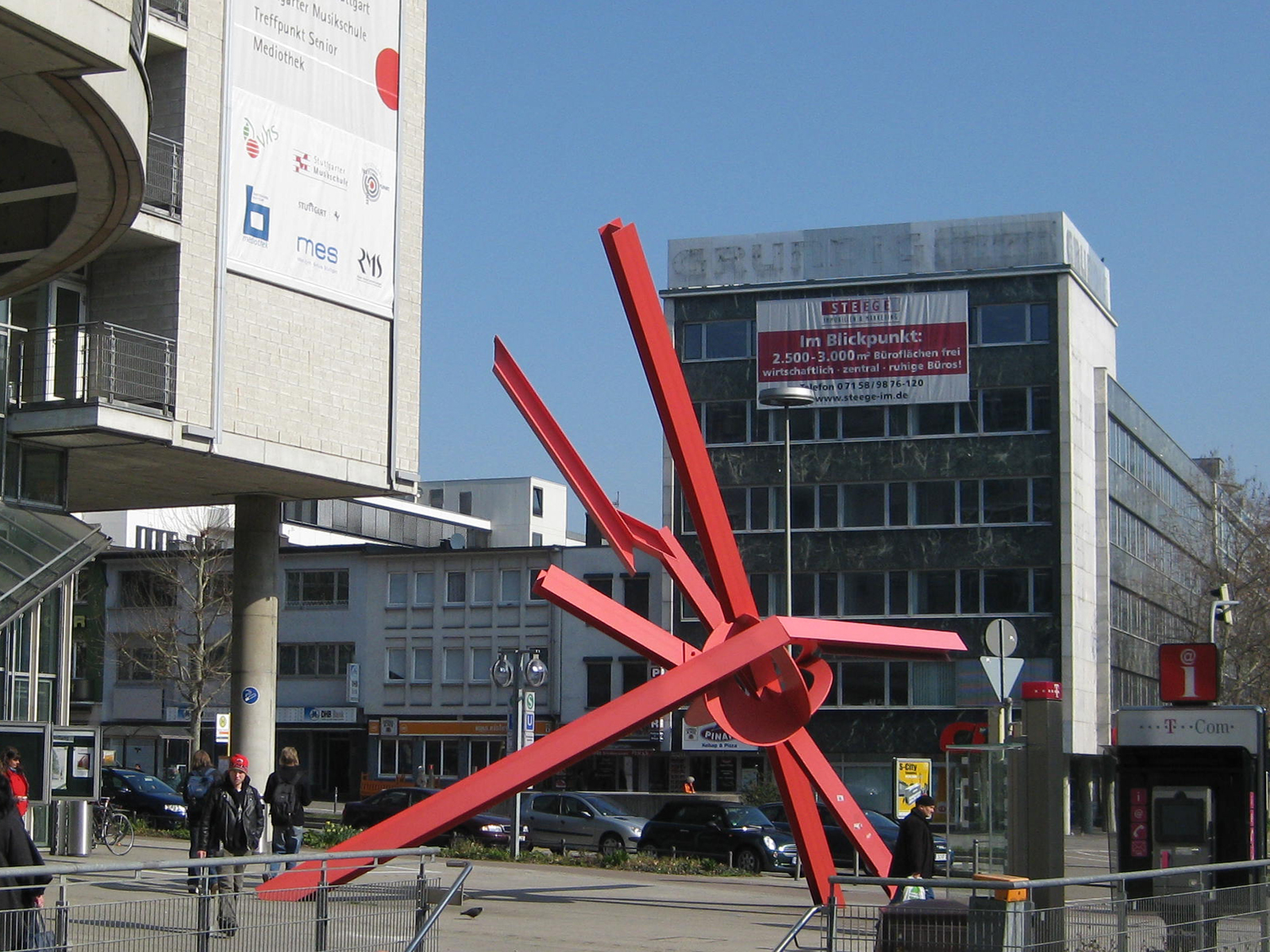
Lobotchevsky (1988) – Rotebühlplatz, Stuttgart
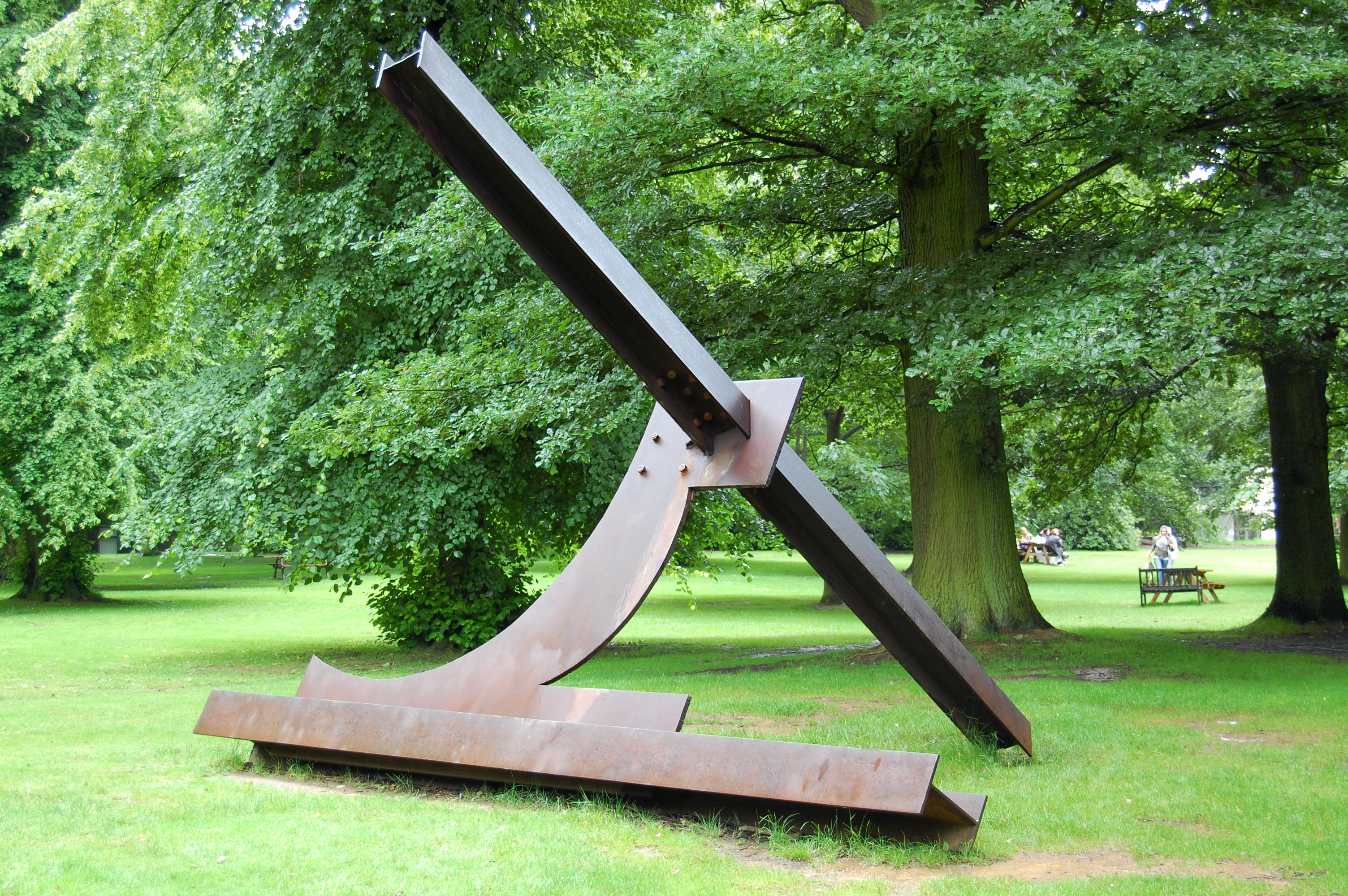
Nelly (1986) – Yorkshire Sculpture Park, Wakefield (England)
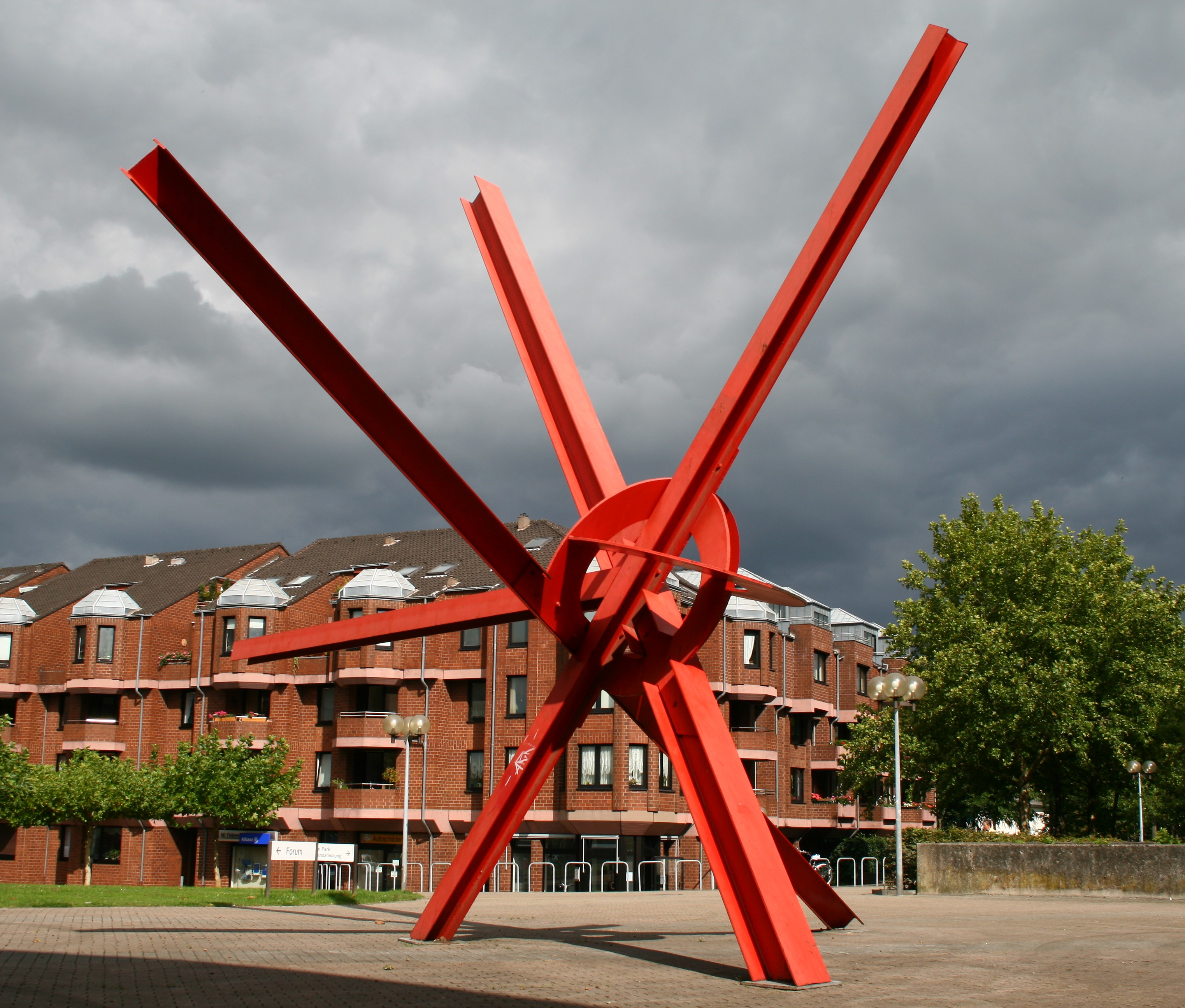
New Star (1987) – Viersen
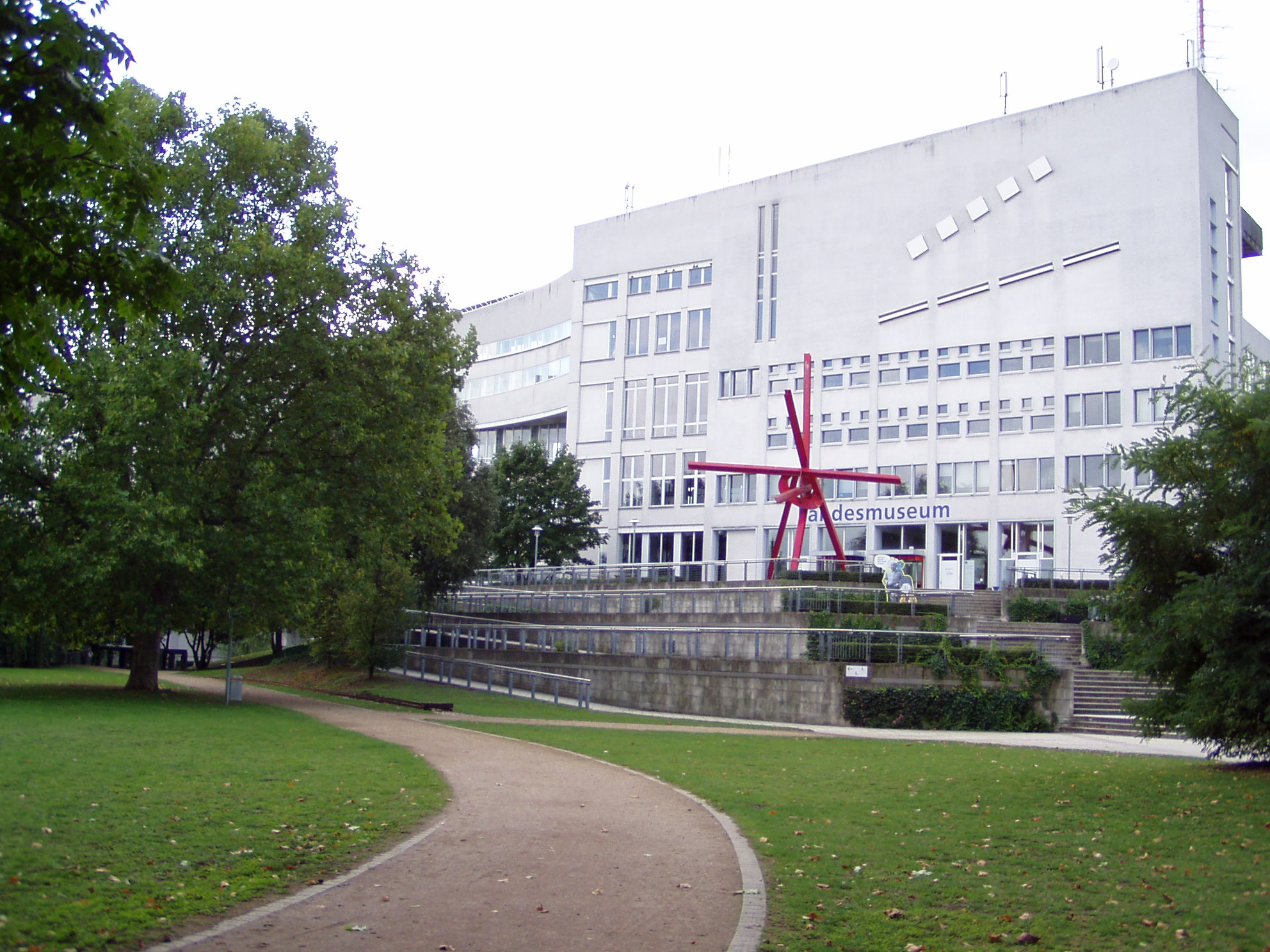
Spring Rain (1992) – Technoseum, Mannheim